# Szulejmán Husznu
Szulejmán pasa (törökül: Süleyman Hüsnü Paşa) (Isztambul, 1838 – Bagdad, 1892. augusztus 11.) török hadvezér.

## Élete
Szulejmán Konstantinápolyban született 1840-ben, a helyi katonai iskola növendéke volt. Belépett a hadseregbe, részt vett az 1862-es montenegrói és az 1867-es krétai hadjáratban. 1867-ben őrnagyi rangot kapott Krétán nyújtott szolgálatáért. 1873-ban ezredes lett, és szülővárosának katonai akadémiáján tanársegéd lett. Egy év múlva már dandártábornoki rangban igazgató-helyettesként tevékenykedett. Részt vett az Abdul-Aziz oszmán szultán elleni összeesküvésben és közreműködött a trónfosztásban. V. Murád egy egész hadosztály felügyeletét bízta rá. Részt vett a törökök Szerb Fejedelemség elleni háborújában 1876-ban, a knjaževaci és aleksinaci ütközetekben kitüntette magát. Ezért 1877-ben Bosznia és Hercegovina főparancsnokává nevezték ki. A törökök egyik fővezére volt az 1877-78-as orosz török háború során. Parancsainak sora, melyekből többnyire hiányzott a szakmai hozzáértés, az egyik fő okává vált a törökök vereségének. Az elvesztett háború után az oszmán hatóságok 1878. december 2-án rangvesztésre és tizenöt évi börtönre ítélték, a szultán azonban megkegyelmezett neki és száműzetésbe küldte. 1892-ben halt meg Bagdadban. Makó város díszpolgára.